# Le Teilleul (commune déléguée)
Le Teilleul est une ancienne commune française du département de la Manche et la région Normandie, peuplée de 1 208 habitants, devenue le 1er janvier 2016 une commune déléguée au sein de la commune nouvelle du Teilleul.

## Géographie
La commune est au sud-est de l'Avranchin historique, au sud du Mortainais, près de la limite administrative entre la Basse-Normandie, les Pays de la Loire en Bretagne. Son bourg est à 14 km au sud de Mortain, à 16 km au nord de Gorron, à 18 km à l'est de Saint-Hilaire-du-Harcouët et à 19 km à l'ouest de Domfront.

### Hydrographie
Le territoire est situé sur la ligne de partage des eaux de la mer de la Manche et de l'océan Atlantique. Sur le versant nord les ruisseaux et rivières vont se jeter dans la Sélune alors que ceux sur versant sud, vont rejoindre le ruisseau de la Morette, affluent de la Mayenne pour finir dans la Loire. L'étang de Morette est sur la limite avec Mantilly, commune du département de l'Orne. Morette vient du nom hébreu Mareth.

#### Bassin versant de la Sélune
- Ruisseau des Gués, prenant sa source au lieu-dit la Gasneraie, devenant ruisseau du Marignon, au passage de la D184, limite avec la commune de Sainte-Marie-du-Bois, pour y entrer ensuite.
- Ruisseau du Moulin de Pontorsier, prenant sa source au lieu-dit la Palière, devenant rivière dite du Moulin de Chevrier au lieu-dit la Chaloisière, limite avec la commune de Husson, pour y entrer ensuite.
- Ruisseau du Gués des Ferrières prenant sa source au lieu-dit la Fouquerie, limite avec la commune de Notre-Dame-du-Touchet, pour y entrer ensuite.
- Ruisseau de Mesnelle, devenant ruisseau du Gués des Ferrières à la Fouquerie, limite avec la commune de Notre-Dame-du-Touchet.
- Rivière de la Francière, prenant sa source au lieu-dit la Tressinière, limite avec la commune de Saint-Cyr-du-Bailleul, pour y rentrer.
- Ruisseau de la Roussarière, prenant sa source au lieu-dit la Roussardière, limite avec la commune de Sainte-Marie-du-Bois pour y entrer ensuite.

#### Bassin versant de la Loire
- Ruisseau de Longuèves, prenant sa source au lieu-dit la Gortière, limite communale avec Heussé, pour y entrer ensuite.
- Ruisseau de Morette, prenant sa source au lieu-dit la Boulangerie, formant durant son passage l'étang de Morette, limite avec la commune de Mantilly, se jetant dans le ruisseau de Longuèves au lieu-dit Nantrais.
- Ruisseau dit de la Menillière, prenant sa source au lieu-dit Beauchamps, limite avec la commune de Saint-Cyr-du-Bailleul, pour ensuite entrer dans la commune de Saint-Mars-d'Égrenne.

### Transport

#### Transport ferroviaire

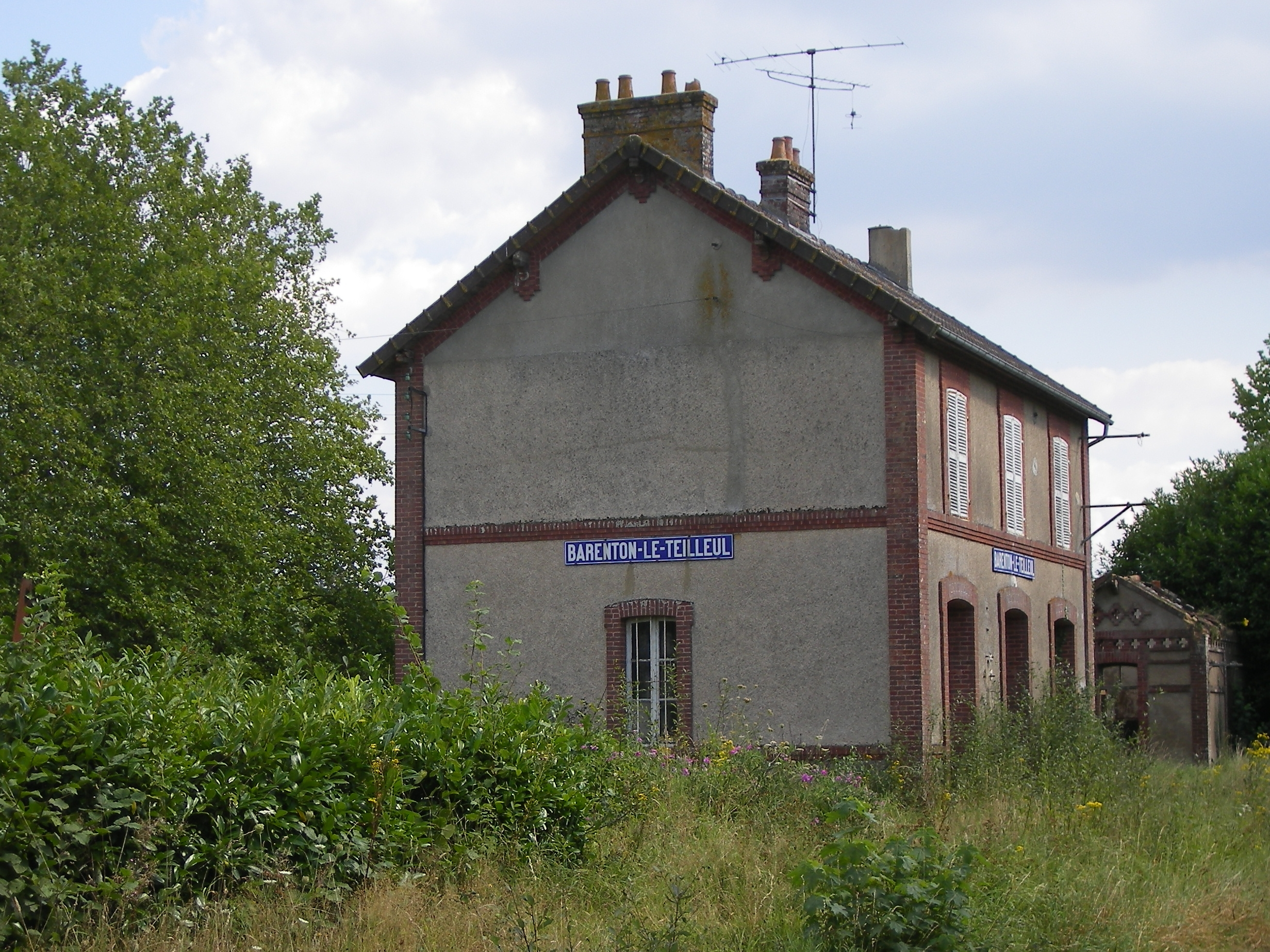
Gare de Barenton - Le Teilleul

Le Teilleul avait, en commun avec Barenton, une gare ferroviaire, dénommée Barenton - Le Teilleul, située sur la ligne Domfront - Avranches.

#### Axes routiers

Réseau routier.

Le bourg se trouve au croisement de la D 976 (ancienne route nationale 176) et de la D 32 qui mène de Gorron à Mortain (route construite au XIe siècle).

#### Transport inter-urbain
[Passage à actualiser]
Le bourg est desservi par le transport en commun départemental par bus (Manéo) via les lignes 119 (Le Teilleul - Saint-Hilaire-du-Harcouët - Avranches) et 305 (Le Teilleul - Saint-Hilaire-du-Harcouët - Avranches - Coutances, ligne scolaire).

### Communes limitrophes
| Notre-Dame-du-Touchet (comm. nouv. de Mortain-Bocage) | Husson (comm. nouv. du Teilleul) et Sainte-Marie-du-Bois (comm. nouv. du Teilleul) | Saint-Cyr-du-Bailleul |
| Ferrières (comm. nouv. du Teilleul)                   | du Teilleul                                                                        | Mantilly              |
| Buais (comm. nouv. de Buais-Les-Monts)                | Heussé (comm. nouv. du Teilleul)                                                   | Mantilly              |

## Toponymie
Le nom de la localité est attesté sous les formes Telliol en 1082, de Telliolo en 1158.
Forme ancienne Telliolum.
Issu du latin tilia, le tilleul était désigné en ancien français til ou teil. Le toponyme semble formé à partir de ce dernier terme.

## Histoire

### Moyen Âge
La châtellenie du Teilleul remonte au Xe siècle et semble n'avoir vécu que deux siècles.
La première trace écrite d'une souveraineté au Teilleul apparait avec Unsfrield, dit le Danois (Unfred le Danois ou Unfrid le Danois), installé au Teilleul en 933 par Guillaume Longue-Épée pour le zèle de ces preux chevaliers. Ces terres furent érigées en baronnie. Un Onfroy de Teilleul, fut selon Ordéric Vital, l'un des compagnons de Guillaume le Conquérant qui le nomma commandant au château d'Hastings.
C'est à partir de ce moment que la ville se fortifie : Massif formidable de tours, de contreforts, de fort et de créneaux, dominant la vallée et présentant le flanc au tertre de Montécot. L'une des issues des remparts est nommée « la Basse-Porte ».
Robert du Teilleul donna aux moines d'Ouches l'église du Teilleul et plusieurs fiefs : Terra in quaest templum Sancti Petri quom Robertus de Rodeland (Ruddlam) olamabat ad Teiland.
Alors seigneurie d'Omfroy-du-Teilleul, son château fort fut l'un des quatre pris par Geoffroy, comte d'Anjou dans le courant du XIIe siècle.
En 1169 et 1173, la ville fut brûlée par des rebelles dans les guerres entre Matthieu comte de Boulogne Hascouet de Saint Hilaire et les troupes de Henri II, roi d'Angleterre, sous les ordres de Robert de Fougères : Castrum Tellioli traditit incendio. Robert-du-Mont dit que ce fut ce dernier qui incendia Le Teilleul.
La sergenterie d'Ouessey était un demi-fief de Haubert, la charte de Navarre 1401 dit : Un demi-fief, le fief d'Ouessey, le chef, assis au Teilleul, appartenant à Jéhan d'Ouessey, écuyer, tenu de Guillaume le Sotherel, écuyer, à cause de la barronerie des Biard, vault le renvenue de C livres.
En 1418, Jean d'Ouessey se soumet au roi anglais ce que ne fait pas Geffroy d'Ouessey, époux de Catherine d'Harcourt, ses biens sont confisqués et donnés à Nicolas Burdet.

### Temps modernes
Une tempête s'abat le 17 janvier 1739, renversant bon nombre d'arbres et de demeures.

### Révolution française et Empire
Le 14 décembre 1795, le bourg est incendié par quelques centaines de Chouans qui mettent le feu aux maisons afin de faire sortir les gardes nationaux et volontaires retranchés. Ce qui met 300 personnes sans abri.

### Époque contemporaine
Le 14 juillet 1845, à 15 h, une météorite, d'un poids de 0,8 kg, de type achondrite howardite AHOW, tombe à la Vivionère.
En 1801, la commune fait partie de l'arrondissement de Mortain. En 1926, elle passe sous celui d'Avranches.
En 1944, Le Teilleul est bombardé du 9 au 10 août.

#### XXIesiècle
Le 1er janvier 2016, Le Teilleul fusionne avec quatre autres communes, formant la commune nouvelle du Teilleul créée sous le régime juridique des communes nouvelles instauré par la loi no 2010-1563 du 16 décembre 2010 de réforme des collectivités territoriales. Les communes de Ferrières, Heussé, Husson, Sainte-Marie-du-Bois et Le Teilleul (ancien territoire) deviennent des communes déléguées et Le Teilleul est le chef-lieu de la commune nouvelle.

## Politique et administration
| Période                                  | Période           | Identité                               | Étiquette | Qualité                   |
| ---------------------------------------- | ----------------- | -------------------------------------- | --------- | ------------------------- |
| v. 1791                                  |                   | Louis César Vaufleury de La Durandière |           |                           |
|                                          |                   |                                        |           |                           |
| 1801                                     | 1831              | Louis César Vaufleury                  |           |                           |
| 1831                                     | 1843              | J.-B. Séquart-Bergeotière              |           |                           |
| 1843                                     | 1875              | Alphonse Ferré des Ferris              |           |                           |
|                                          |                   |                                        |           |                           |
| 1887                                     | 20 mai 1888       | Joseph Gasnier                         |           |                           |
| 20 mai 1888                              | 1918              | Émile Auguste Malon                    |           | Médecin                   |
| 19 mai 1929                              | 11 août 1935      | Frédéric Courteille                    |           | Boucher                   |
| 11 août 1935                             | 13 février 1938   | François Béchet                        |           |                           |
| 2 octobre 1938                           | 28 septembre 1940 | Émile Charles Hyacinthe Malon          |           | Médecin                   |
| 20 octobre 1940                          | mai 1945          | Albert Jéhan                           |           |                           |
| mai 1945                                 | avril 1953        | Marcel Nail                            |           |                           |
| avril 1953                               | mars 1965         | François Nouaille                      |           |                           |
| mars 1965                                | 1977              | Pierre Mottier                         |           | Agent général d'assurance |
| 1977                                     | mars 1983         | Geneviève Leconte                      |           |                           |
| mars 1983                                | mars 2014         | Jean Bizet                             | LR        |                           |
| mars 2014                                | 31 décembre 2015  | Véronique Künkel                       |           | Directrice générale       |
| Les données manquantes sont à compléter. |                   |                                        |           |                           |

| Période                                  | Période  | Identité         | Étiquette | Qualité             |
| ---------------------------------------- | -------- | ---------------- | --------- | ------------------- |
| 1er janvier 2016                         | En cours | Véronique Künkel |           | Directrice générale |
| Les données manquantes sont à compléter. |          |                  |           |                     |

Le conseil municipal était composé de quinze membres dont le maire et trois adjoints. Treize de ces conseillers intègrent le conseil municipal de la commune nouvelle le 1er janvier 2016 jusqu'en 2020 et Véronique Künkel devient maire délégué.

### Jumelages
Le Teilleul est jumelé avec  Saint-Jean (Jersey).

## Population et société

### Démographie
En 2021, la commune comptait 1 208 habitants. Depuis 2004, les enquêtes de recensement dans les communes de moins de 10 000 habitants ont lieu tous les cinq ans (en 2007, 2012, 2017, etc. pour Le Teilleul (commune déléguée)) et les chiffres de population municipale légale des autres années sont des estimations.
| 1793  | 1800  | 1806  | 1821  | 1831  | 1836  | 1841  | 1846  | 1851  |
| ----- | ----- | ----- | ----- | ----- | ----- | ----- | ----- | ----- |
| 2 380 | 2 528 | 2 473 | 2 279 | 2 511 | 2 492 | 2 539 | 2 566 | 2 604 |

| 1856  | 1861  | 1866  | 1872  | 1876  | 1881  | 1886  | 1891  | 1896  |
| ----- | ----- | ----- | ----- | ----- | ----- | ----- | ----- | ----- |
| 2 530 | 2 478 | 2 422 | 2 358 | 2 295 | 2 175 | 2 150 | 2 159 | 2 104 |

| 1901  | 1906  | 1911  | 1921  | 1926  | 1931  | 1936  | 1946  | 1954  |
| ----- | ----- | ----- | ----- | ----- | ----- | ----- | ----- | ----- |
| 2 012 | 2 010 | 1 945 | 1 745 | 1 689 | 1 780 | 1 768 | 1 747 | 1 660 |

| 1962  | 1968  | 1975  | 1982  | 1990  | 1999  | 2007  | 2011  | 2016  |
| ----- | ----- | ----- | ----- | ----- | ----- | ----- | ----- | ----- |
| 1 542 | 1 588 | 1 534 | 1 542 | 1 433 | 1 377 | 1 299 | 1 262 | 1 204 |

| 2019  | - | - | - | - | - | - | - | - |
| ----- | - | - | - | - | - | - | - | - |
| 1 183 | - | - | - | - | - | - | - | - |

### Enseignement

#### Écoles
- École publique Antoine-de-Saint-Exupéry.
- École privée mixte Saint-Patrice fermée depuis juin 1993.

#### Collège
- Juin 2010: fermeture du collège public Pierre-Mottier.

### Festivités et manifestations
- Foire de la Saint-George, fête annuelle de la commune, un titre de 1609 la mentionne.
- Tous les jeudis matin : marché, place du champ de foire. Ce marché est mis en place à la suite d'une demande des habitants en 1573[21].
- Tous les premiers samedis de mois pendant la période estivale : marché des produits locaux et artisanaux.

## Économie
Les grandes entreprises situées sur la commune :
ZA la Pommeraie
- Jacky Leduc : fabrication et fumage d'andouille de Vire (avec appellation AOC) ;
- Kunkel : fabrication de palettes en bois ;
- MBS : fabrication de meubles d'agencement.

Lieu-dit la Pierre Blanche
- Mongodin : entreprise travaux publics.

Lieu-dit le Bois Badon
- Pépinières Lecomte.

Route de Saint-Hilaire
- Blanchard : vente et réparation matériel agricole ;
- D2N : commerce de gros de céréales, de semences et d'aliments pour le bétail.

## Culture locale et patrimoine

### Monuments religieux

#### L'église Saint-Patrice duXIXesiècle

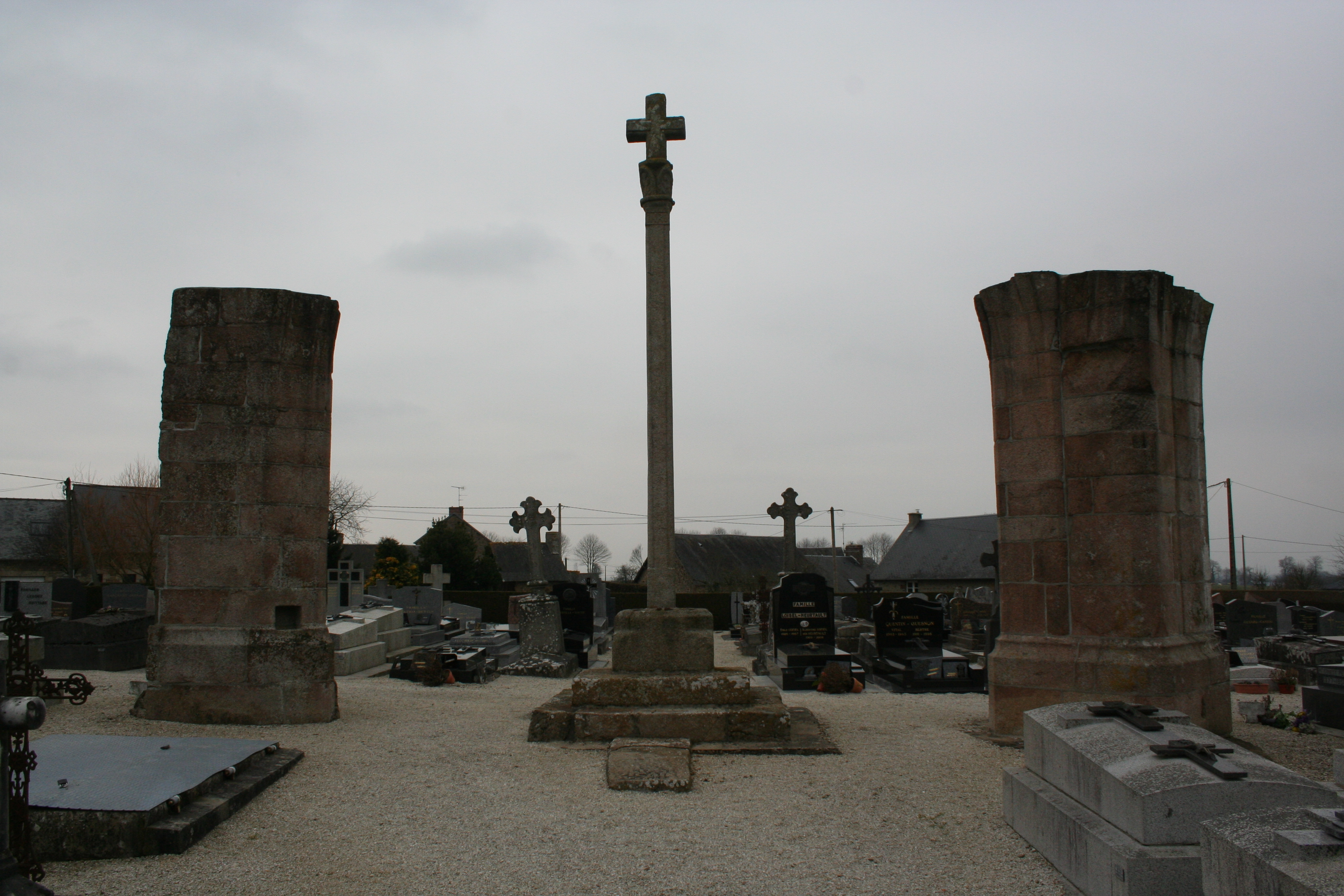
Les vestiges de l'église.

La paroisse de Saint-Patrice, existant avant la construction du château, remonte à l'évangélisation du pays vers le VIe ou VIIe siècle. L'église primitive est détruite lors de l'invasion des Normands et est reconstruite à la même place. L'église Saint-Patrice et ses dépendances sont données par la suite à l'abbaye de Savigny.
L'église baptismale fut construite à l'actuel lieu-dit Saint-Patrice après accord de l'abbé de Savigny (vers 1204-1212). Un cimetière se situa au château pour y enterrer ses morts. Il ne reste de cette église que deux piliers de la porte d'entrée. Le presbytère de cette église se situait au lieu-dit actuel la Chérulière. Elle était construite en arête de poisson (opus piscatum).
Ce fief ecclésiastique gardera son siège jusqu'en 1851. C'est aussi cette année qu'elle est détruite et dépouillée lors de la Révolution.
L'actuelle église Saint-Patrice, édifiée en 1854 selon les plans de Nicolas Théberge, est inscrite au titre des monuments historiques par arrêté du 16 février 2006. Elle se présente sous la forme d'un édifice de style néo-roman, avec une flèche en pierre. Elle abrite la statuette de saint Patrice le saint patron de cette église, un Lutrin du XVIIIe, un maître-autel du XIXe, des fauteuils de célébrants du XVIIe, une statue de saint Jacques du XVIIIe. Les fonts baptismaux du XVe et leur couvercle sont classés en 1975 au titre objet.

Église Saint-Patrice
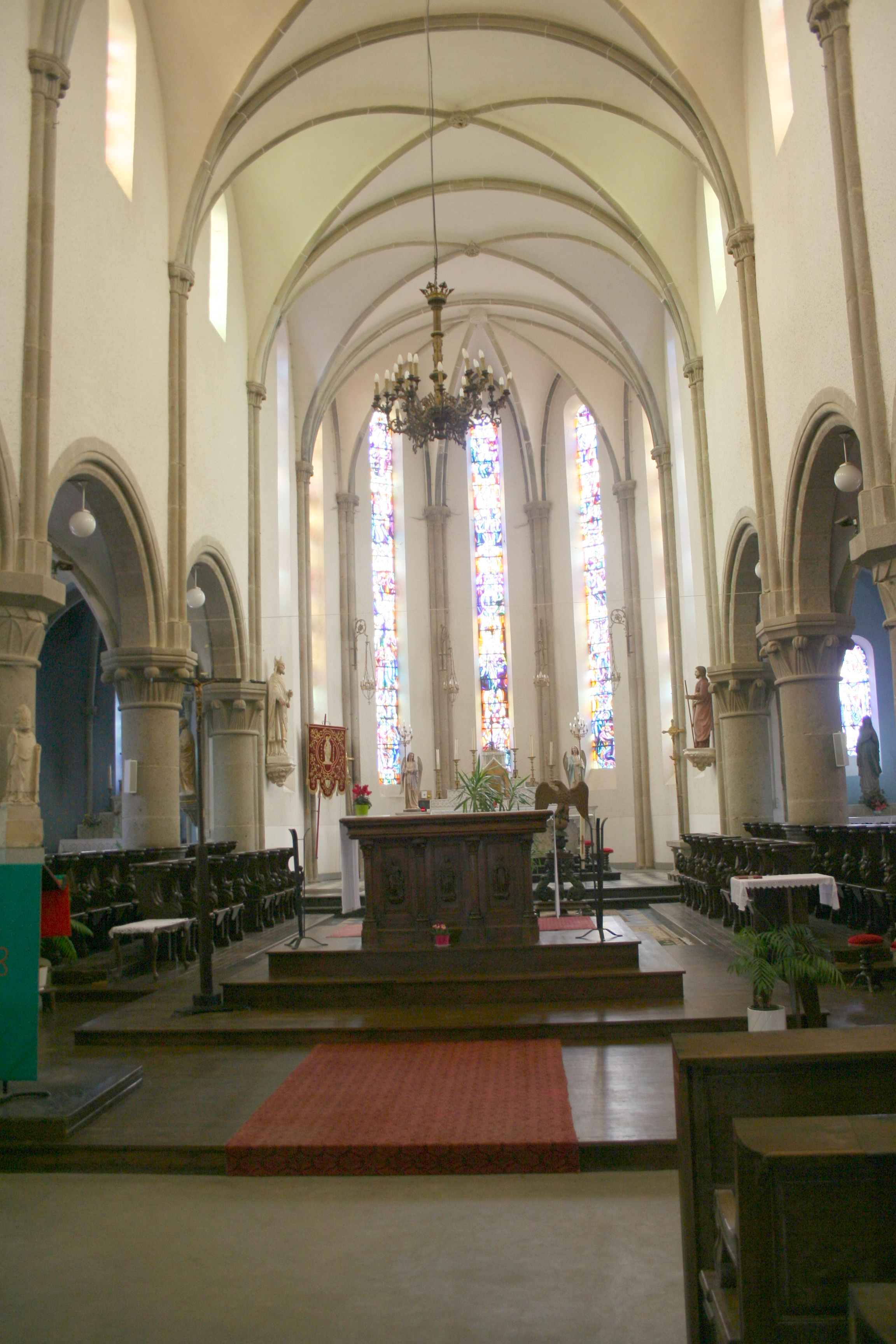
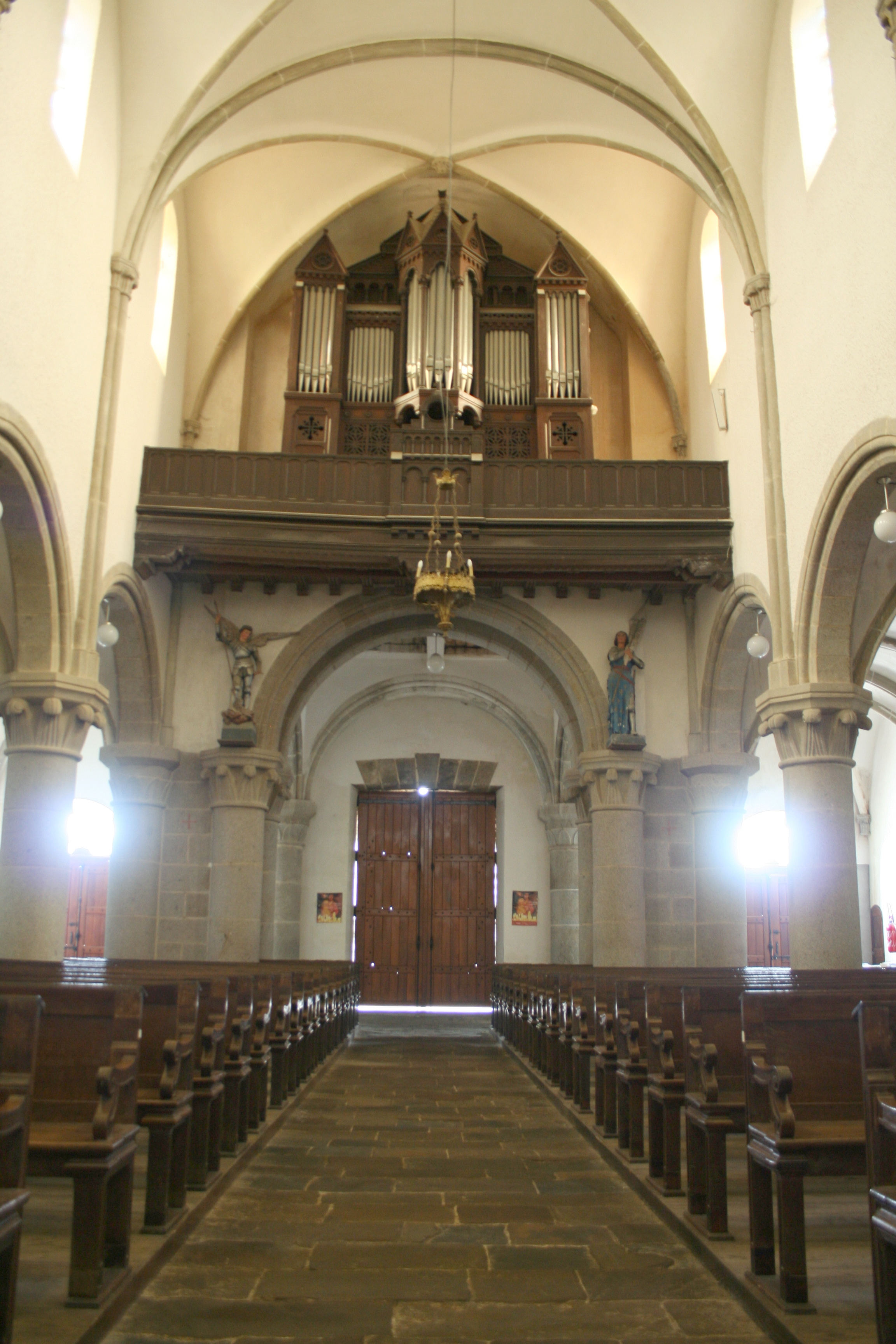
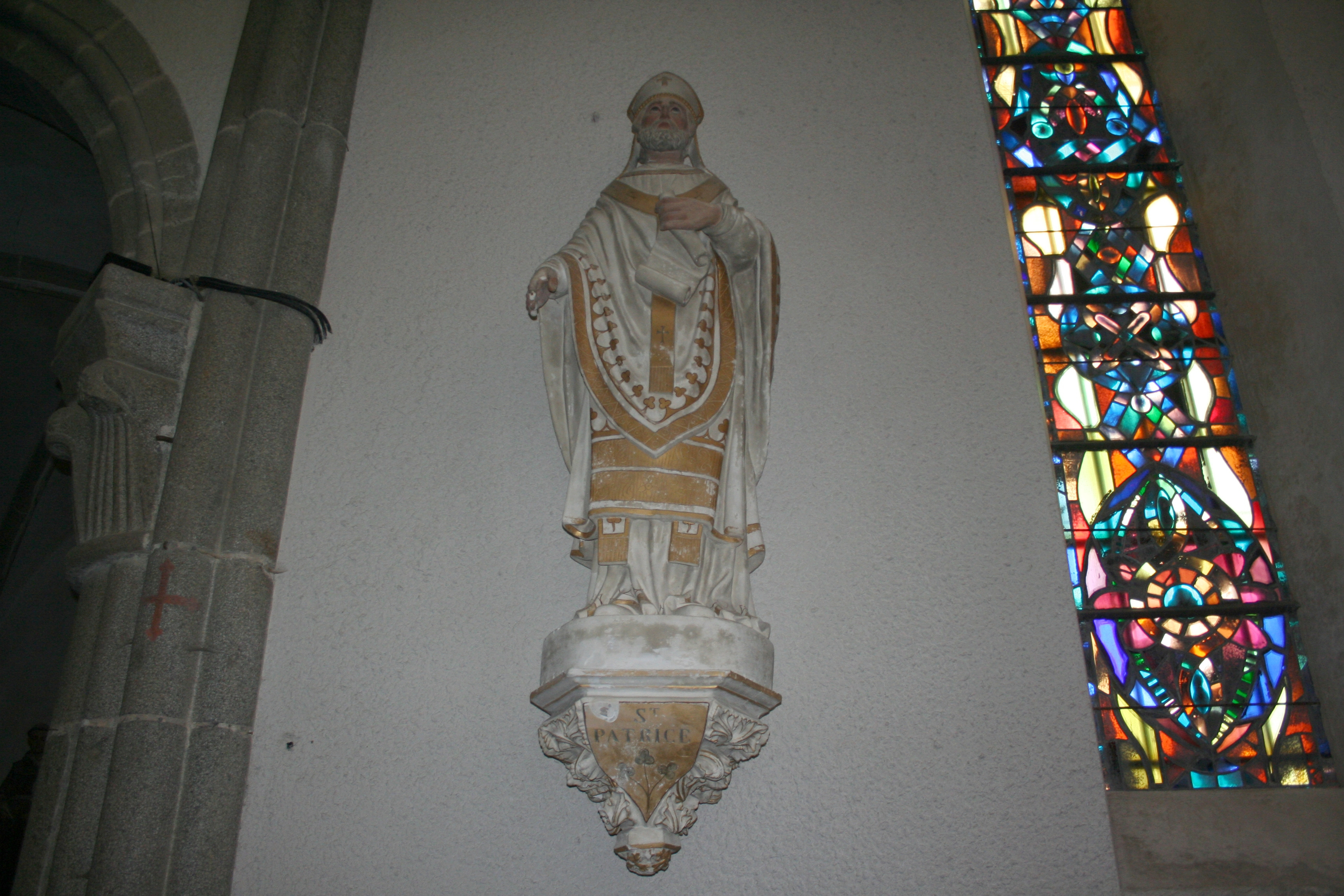
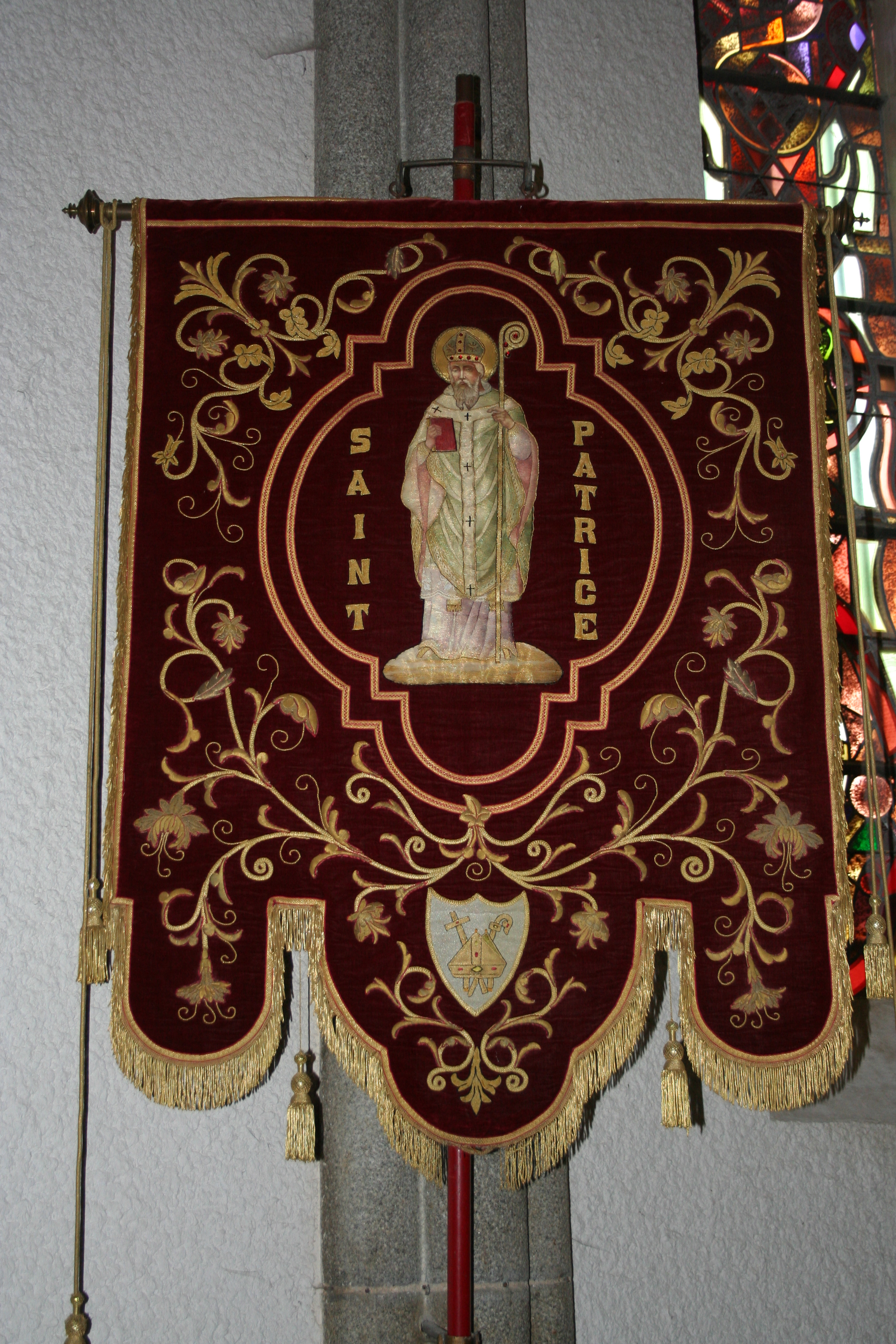
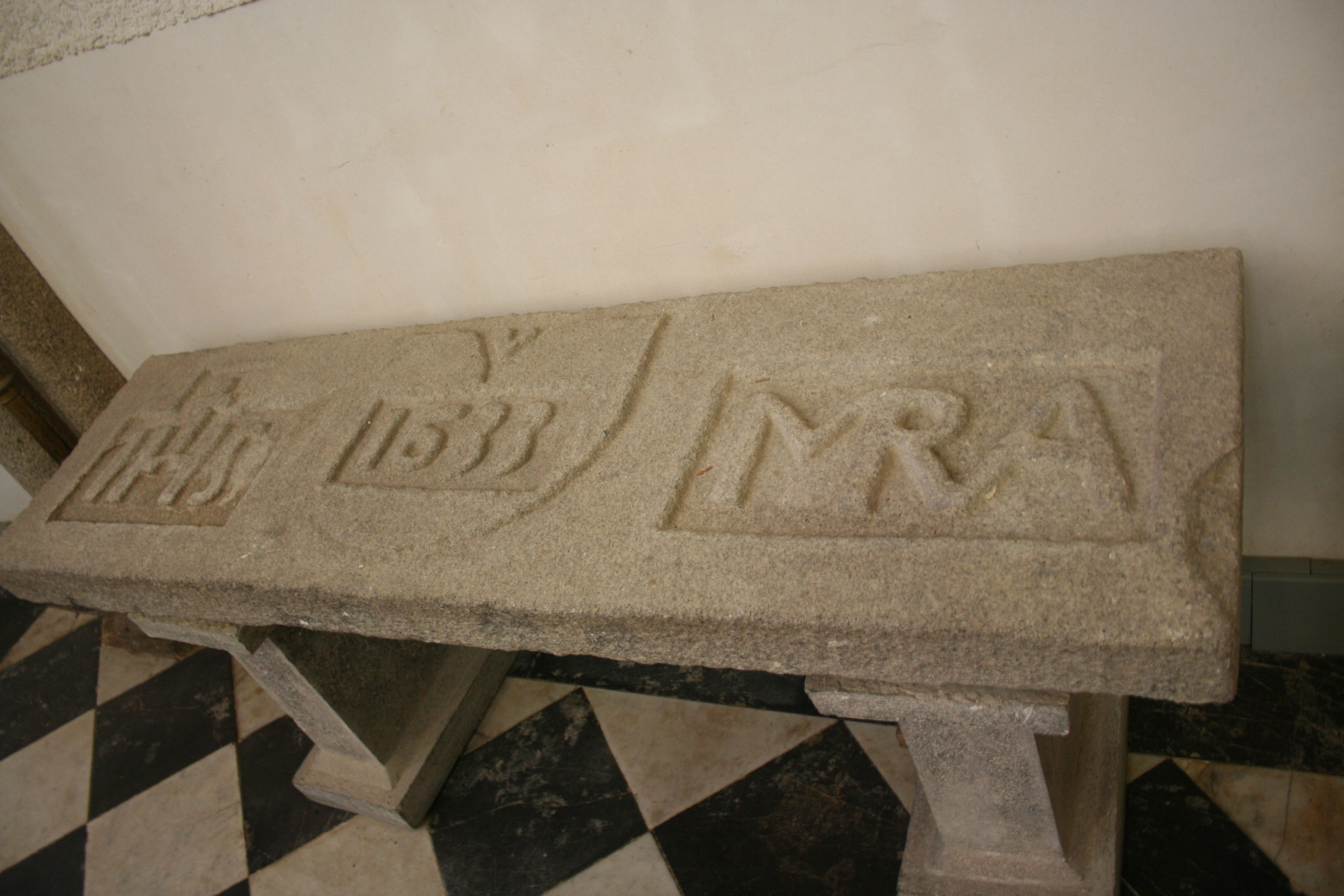

#### Autres monuments religieux

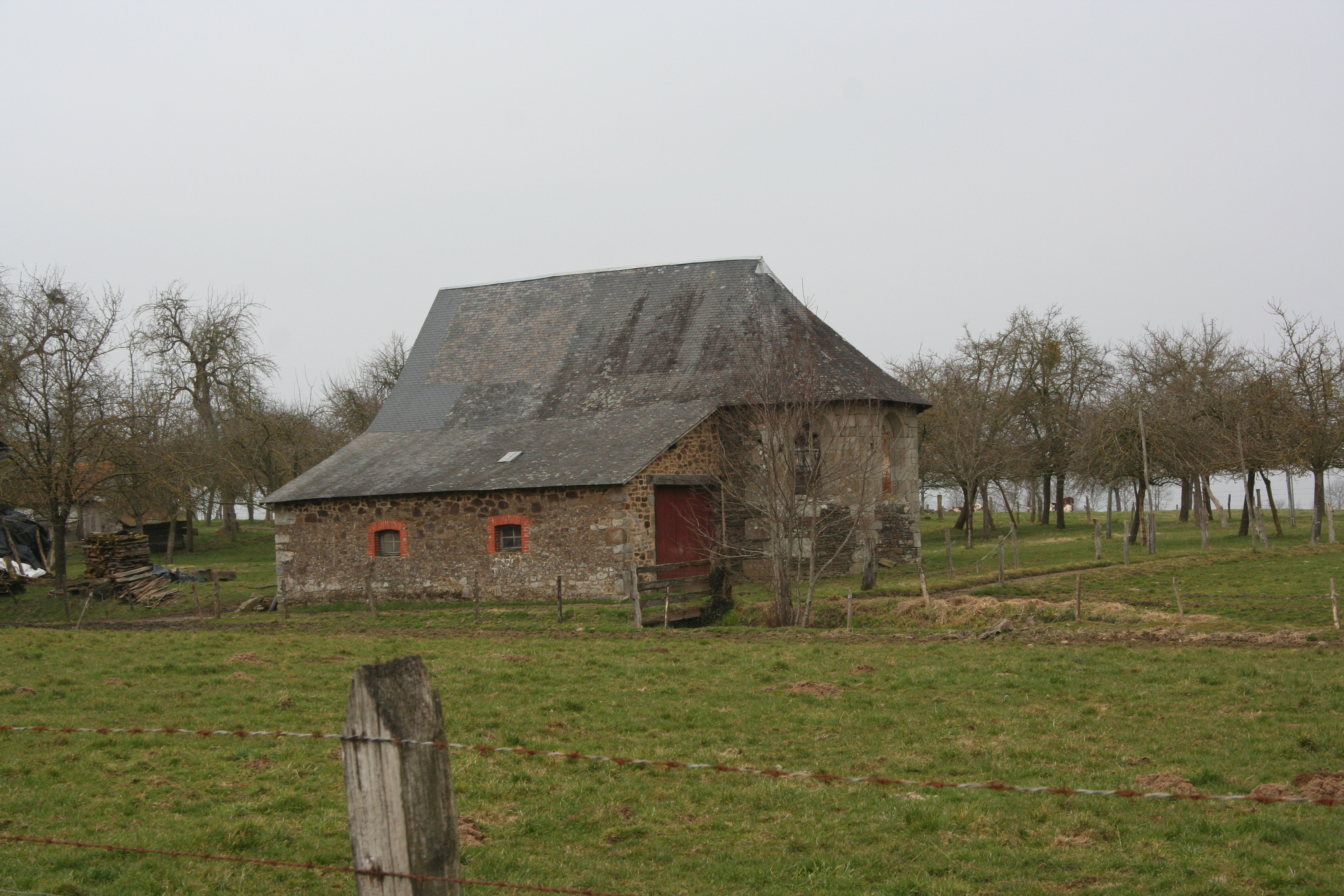
La chapelle d'Ouessey.

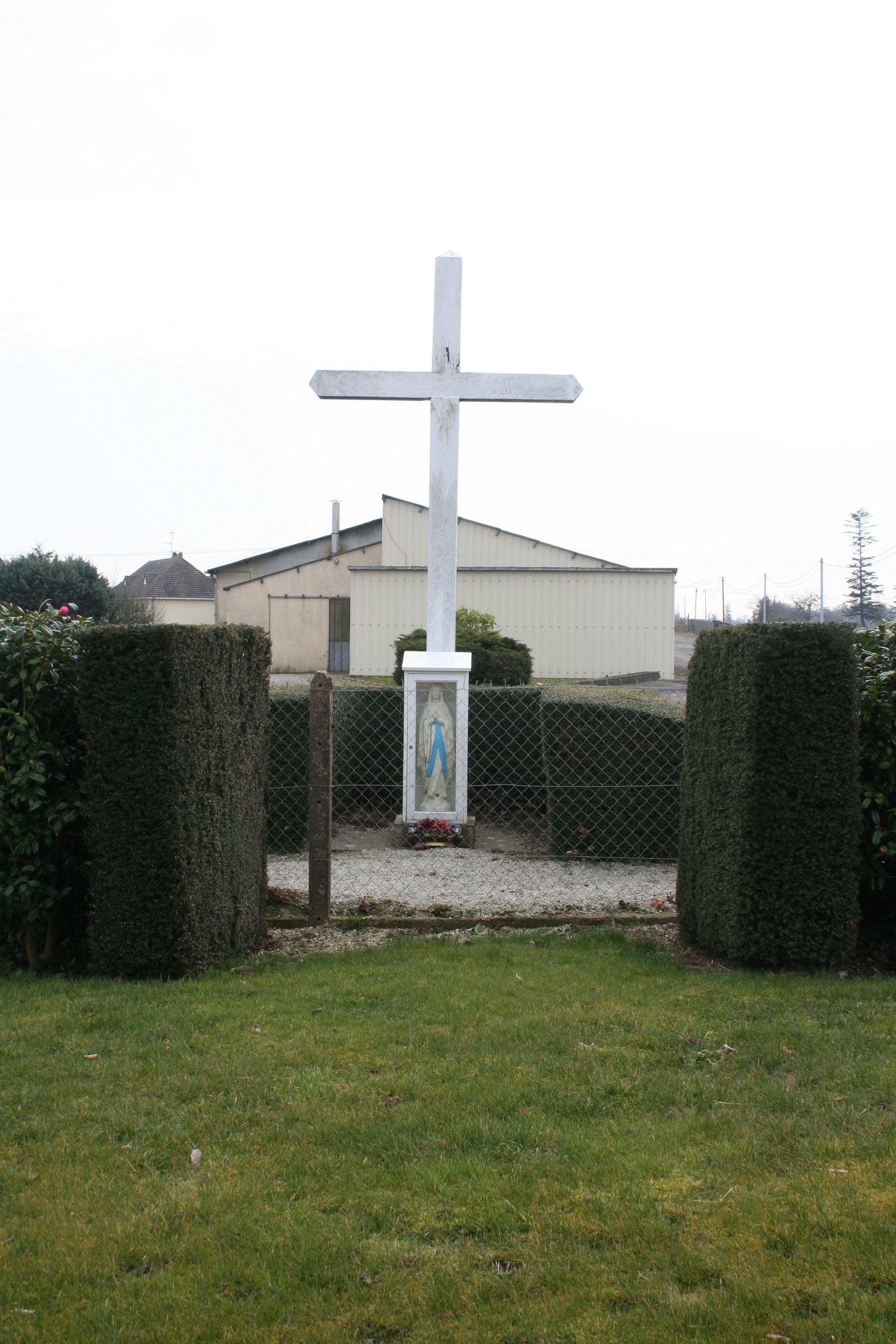
La croix de la chapelle de la Madeleine.

- Chapelle Sainte-Catherine d'Ouessey. Chapelle domestique du logis d'Ouessey, en 1670, elle avait un titulaire, mais n'en avait plus en 1752. Elle est de construction gothique. Elle y est encore présente.
- Chapelle de la Durandière. Elle était la chapelle domestique du château de la Durandière. Elle fut épargnée pendant la Révolution, mais depuis n'existe plus.
- Chapelle Saint-Aubert de Languèves. Chapelle domestique du manoir de Languèves, le dernier titulaire de cette chapelle était Jean Rivière, prêtre de Heussey (actuellement Heussé) le 12 avril 1784.
- Chapelle Saint-Senier. Petit oratoire près du lieu-dit Gué-de-Cassour.
- Chapelle Notre-Dame-de-Pitié. Chapelle du cimetière de Saint-Patrice fondée et dotée par les seigneurs de la Campionnière. En 1752, Siméon Séquard, prêtre du Teilleul, en était titulaire. Elle était située entre l'emplacement de l'église et l'entrée du cimetière.
- Chapelle de la maladrerie de la Madeleine. Elle fut construite vers l'époque de la mort de Louis VIII le Lion, et dès 1336, elle n'avait guère de lépreux, un trésorier refusait à la maladrerie ce qu'auparavant elle pouvait réclamer[2], elle était en ruine en 1609 et fut détruite avant 1790.

Une croix au carrefour de la route de Domfront et de Mantilly rappelle en ce lieu la présence d'une chapelle liée à la maladrerie plantée par la famille Ferré-des-Ferris.
- Chapelle de Longueney. Elle appartenait au duc d'Orléans.
- Chapelle Sainte-Marguerite et Saint-Louis. Elle appartenait au duc d'Orléans.
- Chapelle Notre-Dame-des-Prés, signalée sur les cartes de Cassini.

### Châteaux et vavassoreries
On retrouve sur la commune, ainsi que sur celles limitrophes, des manoirs, grandes maisons bâties de pierre et souvent associés à un corps de ferme attenant mais indépendant et détaché de la maison en elle-même.

#### Le château de la Durandière
Siméon-Léonard Séquard (1713-1786), prêtre et chapelain du château de la Durandière, fils d'Estienne Séquard (1678-1742) seigneur des Gués et de La Bergeottière et de Barbe Cousin de Jarrosay.
Au XVIIIe siècle, la Durandière et la vavassorerie de la Buissonnière appartenait aux De Vaufleury.
- François de Vaufleury, écuyer, époux de de Guillemette Couppel.
- Jacques de Vaufleury, écuyer, époux de Péronnelle de Poilvilain, fils de François de Vaufleury et de Guillemette Couppel.
- Étienne de Vaufleury (d'azur au sautoir d'or cantonné de quatre roses de même), écuyer, procureur du Roi à Mortain, anobli par l'édit du Canada en 1628[28], seigneur de la Durandière et du Bouet (Jeanne apporta en dot le fief de La Nocherie), époux d'Anne de Jumilly, fils de Jacques de Vaufleury et de Péronnelle de Poilvilain.
- Jean de Vaufleury (1632-17 avril 1707, Le Teilleul) (d'azur à une croix d'argent), sieur de la Durandière et de Pouey, époux de Françoise Le Silleur, fils d'Étienne et d'Anne, dame de Malterre Barré de Jumilly.
- Henry de Vaufleury (1675-22 décembre 1710, Le Teilleul), écuyer, seigneur de Pouay, de la Durandière et de la Rivière, époux de Scholastique de Pillervain, fils de Jean et de Françoise Le Silleur.
- Joseph de Vaufleury (Le Teilleul, 21 février 1708 - 31 mai 1770), sieur de la Durandière, de la Buissonière, de la Rivière et de Montfoucault, fils d'Henry et de Jeanne Scolastique de Pillervain, époux d'Antoinette Bourget.
- Henry François de Vaufleury (° 29 décembre 1710, Le Teilleul), seigneur de Pouey et de la Durandière, fils de Henry et de Jeanne Scolastique de Pillervain, frère de Joseph, quitta la région pour s'installer dans la Mayenne et y continuer la seigneurie de la Durandière.
- Henri Antoine de Vaufleury (Le Teilleul, 22 février 1743 - Mortain, 8 novembre 1813), seigneur de la Durandière, de la Rivière et de Montfoucault, fils de Joseph et d'Antoinette Bourget, époux d'Emilie de Marseul.
- Louis César de Vaufleury, fils de Joseph et Antoinette Bourget fut maire du Teilleul en 1811.
- Louis Couture de Toismonts, petit-fils de Louis César y naquit le 16 mai 1811[29] et en fut le châtelain.

#### Autres maisons nobles
- Manoir de la Rouérie-Bénusson des XVIe – XIXe siècles. Son appareil défensif rappelle la violence extrême des guerres de Religion dans le Mortainais.

Le manoir est construit à la fin du XVIe siècle par Martin Davy, écuyer, frère cadet du seigneur de Vezins.
- Château des Louvellières du XVIIe siècle. La demeure porte la date de 1658. Au milieu du XIXe siècle, son propriétaire, M. Ferré de Ferris fait transférer et remonter des éléments provenant de l'abbaye de Savigny.
- Château de la Basse-Porte du XVIIIe siècle. Centre de secours jusqu'en 1981.
- Château des Ouches du XIXe siècle.
- Château des Conches.

### Autres lieux et monuments
- Statue de saint Patrice du XVe siècle à l'entrée du cimetière qui arbore un portail gothique.
- Croix de cimetière du XVIIe siècle.
- Moulins de Pontorsier et de Haute-Roue.
- Maison de retraite publique.
- Centre multimédia permettant d'utiliser les équipements informatiques de la médiathèque.

### Personnalités liées à la commune

#### Seigneurs et barons
- Unfrid le Danois, seigneur du Teilleul[30], déjà baron d'Hiesmese devint baron du Teilleul, il fit construire le château du Teilleul et fit entourer la ville de murs.
- Onfroy du Teilleul[31] ; Adelise de Grentemesnil, sa femme.
- Robert du Teilleul, fils de Onfroy et Adelise, baron du Teilleul.
- Robert du Teilleul, fils de Robert du Teilleul.
- Robin et Alexandre du Teilleul (1198), fils de Robert du Teilleul.
- Gilles de vaufleury, seigneur d'Ossé au Teilleul.
- Othon du teilleul.
- Jean Juhé (XVe siècle).
- Jéhan du Teilleul (1365).
- Jacques Cochards (1577-1600) (de gueules à trois fasces d'argent), sieur de la Cochardière, fut maître des Eaux et Forêts à Mortain.

#### Autres
- Guillaume Morel, (1505-1564) imprimeur et érudit.
- Jean Morel (1541-1559), frère du précédent, martyr protestant.
- Fédéric Morel (1558-1639), fils de Guillaume, imprimeur du roi.
- Jean Le Bigot (1549-), écrivain.
- Émile Malon (1888-1940), député de La Manche.
- Jean-Marie Prévost (1918-1997), footballeur et entraîneur français, est né au Teilleul.
- Émile Bizet (1920-1983), homme politique.
- Jean Bizet (1947-), homme politique.

### Héraldique
| Armes du Teilleul | Les armes de la commune du Teilleul se blasonnent ainsi : D'azur à trois fers à cheval d'argent, posés 2 et 1. |